# Langsnavelspinnenjager
De langsnavelspinnenjager (Arachnothera robusta) is een zangvogel uit de familie van de honingzuigers. De soort komt voor in het westen en midden van de Indische Archipel.

## Kenmerken
De langsnavelspinnenjager is een van de grootste spinnenjagers, 22 cm lang. Hij verschilt van de andere spinnenjagers door een opvallend lange snavel en door het ontbreken van een duidelijke tekening op de kop. De vogel is (net als de andere spinnenjagers) olijfgroen, van boven donkerder en licht olijfgroen op de borst en buik, maar de zijkant van de kop is relatief donker en oogring of wangvlekken ontbreken. De poten zijn donker.
Met zijn lange snavel is deze spinnenjager gespecialiseerd in het foerageren op de bloemen van bepaalde planten uit de familie Loranthaceae (epifytische halfparasieten verwant aan de familie van de maretak).

## Verspreiding en leefgebied
De langsnavelspinnenjager komt voor op het schiereiland Malakka, Borneo en Java. Het is een niet zo algemene vogel van regenwoud, secondair bos en heuvellandbos tot op 1350 m boven de zeespiegel.
De soort telt 2 ondersoorten:
- A. r. robusta: zuidelijk Malakka, Sumatra en Borneo.
- A. r. armata: Java.

## Status
De langsnavelspinnenjager heeft een groot verspreidingsgebied en daardoor alleen al is de kans op uitsterven uiterst gering. De grootte van de populatie is niet gekwantificeerd, maar gaat volgens deskundigen in aantal achteruit. Echter, het tempo ligt onder de 30% in tien jaar (minder dan 3,5% per jaar). Om deze reden staat deze spinnenjager als niet bedreigd op de Rode Lijst van de IUCN.